# 藤井奈々 (女優)
藤井 奈々（ふじい なな、1991年9月27日 - ）は、日本の元女優。
京都府出身。アドヴァンス・プロダクションに所属していた。

## 略歴
3人兄妹の2番目（兄と弟がいる）として出生。幼少の頃からアイドルを目指し、大阪のキャレスボーカル＆ダンススクールに通っていた。大学時代に読者モデルを始める。
2011年、原宿でスカウトされる。
2012年9月27日、感銘を受けた舞台の影響から女優になることを志し、京都から単身上京。自身21歳の誕生日であった。同年11月、所属事務所のもと芸能活動開始。同年12月、お掃除ユニット『CLEAR'S』に正式加入。
2013年
- 3月、『CHUBO』（日本テレビ）に教師役として出演。
- 4月、『ぷっ』すま『物件拝見トレジャーバトル』（テレビ朝日）出演。
- 5月、舞台「チェンジングホテル」に出演。1st DVD「cinema mode」をリリース。musicる TV（テレビ朝日）出演。
- 6月、「日テレジェニック2013最終演説審査に合格し、日テレ「アイドルの穴」への出演を決める。「アイドルの穴」第1回放送に出演、50人へのサバイバルを生き残ったが、この放送内での選考過程で顔面パイをくらい脱落。
- 偶然にも奈々の日(7月7日)が再スタートの日となる。その翌日、自身ブログにて、CLEAR'Sでの活躍休止を表明。
- 8月、舞台「時空警察ヴェッカー1983」に出演（空組。中村一穂　役）。2nd DVD「もぎたて果実」をリリース。「アイドルの穴〜日テレジェニックを探せ!〜」出演。
- 9月、携帯ヤングジャンプ ぷるるんサバイバル出演。
- 10月、舞台「約束」の主演（本庄絵梨華役）を演じる。
- 12月、3rd DVD「フジ艶の恋」をリリース。「村上マヨネーズのツッコませて頂きます!」（関西テレビ）に再現VTRで出演。
- 京都茶協同組合 宇治茶カレンダーモデル。
- 太陽猪名川自動車学校イメージモデル。
- 大井競馬場2013年度 ダイヤモンドガール。

2014年
- 2月、4th DVD「ナナのヒミツ」リリース。
- 3月、舞台「へなちょこヴィーナス」 に出演。
- 8月、舞台「問題のない私たち」 に出演。
- 9月、テレビ番組『キリウリ$アイドル』で最優秀賞を受賞。
- 11月、舞台「純平、考え直せ」 に出演。5th DVD「おませさん」リリース。

2015年
- 1月、舞台「悲しき天使」に出演。
- 2月 - 6月、事務所移籍に伴い一時休業。
- 7月27日、自身のブログで復帰を発表。
- 8月、復帰後の初仕事として、ミス東スポ2016グランプリレースに参戦を表明。
- 9月 - 12月、ミス東スポ候補生として、川崎競馬イベント、チャット、撮影会などに出演。

2016年
- 1月9日、ミス東スポ2016グランプリに選出される。

ミス東スポ2016、前期グランプリは佐藤美優、桜井奈津、後期グランプリはSaashaと藤井奈々、特別賞には麻倉まりなが選ばれた。
- 1月21日、ミス東スポとしての初仕事は、東スポプロレス大賞の授賞式（東京KKRホテル）
- 1月23日、24日。舞台「ぼくんち」「女の子ものがたり」大阪公演に出演（ABCホール）
- 2月3日 - 7日、「女の子ものがたり」東京公演に出演（東京芸術劇場シアターウエスト）
- 2月、Pigoo　ドラマ「グランハイツ☆ピーポー」。主演。
- 2月15日、ミス東スポグランプリとして蒲郡ボートレースの予想会に参加（10Rを1点予想で的中）
- 2月28日、ミス東スポグランプリとして、東スポ映画大賞表彰式。
- 3月13日、名古屋競輪のイベントに参加（メイン11レースの予想を的中）。
- 4月14日、大阪スポーツ紙面にKBSテレビ「京スポ」での取材の様子が掲載。
- 4月29日、ニコジョッキー「ズラさんの水着でドン」出演。
- 5月25日、川崎競馬場にて、ミス東スポ2016感謝祭イベントに参加。（今回も総合優勝し、藤井奈々ファンの方々に東スポ特製Tシャツが配布される）
- 5月28日、大阪スポーツ紙面にボートレースオールスターズ（尼崎）の取材の様子が掲載。
- 6月9日 - 12日、AUBE GIRL'S STAGAUBE GIRL'S STAGE 第1回公演「光射す場所へ歩く君たちへ」（中野テアトルBONBON）、空組の主演（愛莉役）で出演。
- 6月24日、ミス東スポグランプリとして蒲郡ボートレースの予想会に参加。
- 7月2日、グラドル横丁（赤レンガ倉庫）に出演。翌7月3日まで。
- 7月4日、東京MXテレビ「東京オーディション（仮）」に出演。
- 7月8日、東京MXテレビ「ゆるい」第１話に出演。
- 7月23日、ミス東スポグランプリとしてボートレース平和島の予想会に参加。
- 7月29日、「グラ飯」に出演。
- 8月5日、TIF (Tokyo Idol Festival)に出演。8月6日、7日も。
- 9月11日、九州スポーツ紙面にボートレース芦屋の取材の様子が掲載。
- 9月17日、ボートレース尼崎（センプルピア）での予想イベントに出演。スギちゃんと初共演。
- 9月27日、九州スポーツ紙面に「ポーカートーナメント」の様子が掲載。
- 9月30日、サンテレビ「ぷるるんトラベラー」に出演。
- 10月1日、公開映画「SCOOP」に自身のグラビア写真で登場。
- 10月6日、川崎競馬場にて、ミス東スポ2017イベントにアシスタントとして参加。
- 10月23日、九州スポーツ紙面にボートレース若松の取材の様子が掲載。
- 10月30日、平塚競輪場にて、競輪専門番組「チャリチャン」に出演。
- 11月26日、ボートレース浜名湖での予想・撮影イベントに出演。（選手へのインタビューは11月25日から28日まで毎日実施）。
- 12月9日、ミス東スポ2017グランプリ授賞式に、前年度グランプリとして出演。プレゼンターを務める。
- 12月23日、ボートレース蒲郡での予想・撮影イベントに出演。
- 12月24日、ミス東スポ2016クリスマスライブ（渋谷gee-ge）に出演。
- 12月26日、ボートレース平和島「クイーンズクライマックス」、開催全節においてインタビュアーとして参加。また12月27日から翌年1月1日までの九州スポーツに「ミズ東スポ藤井奈々・私の気分もCLIMAX」というタイトルでコラム掲載。

2017年
- 2月2日から2月5日まで、銀座博品館劇場にて舞台「緋色八犬伝」に「妙椿」役で出演。
- 2月27日から3月5日まで、東スポ系列紙ボートレース欄にて「藤井奈々の本気予想！」というコラム掲載。
- 3月4日、夕張国際ファンタスティック映画祭。上映作品「ゆるい」の出演者挨拶・トークショーに登壇。
- 3月31日、出演映画「... and LOVE」の舞台挨拶に登壇。池袋シネ・リーブル。
- 4月10日、東スポ系列紙にて連載開始。タイトルは奈々に因んで「なな号艇が行く」。
- 9月1日、自身のブログにて芸能界引退を発表。引退の理由として、芸能活動を応援していた父親が昨年倒れ、家族の為に生きていくことにしたと記した。その引退の直後である12日後の9月13日に、取材で知り合った同郷のボートレーサー丸野一樹と電撃結婚した[1]。現在では夫とともに家族を支えている。

## 人物
- 性格は何事もポジティブに考える。
- 趣味はホットヨガとボクササイズで体を動かすこと、舞台を見に行くこと。
- 特技はドラムで小学生から始めて、家にもドラムセットがあり、集中力を高める時に叩く。ピアノも特技である。
- マイブームは毎日青汁を飲むこと。
- 好きな食べ物はたこ焼き。
- 目標とする人、大竹しのぶ、永作博美。
- 尊敬する人、マラソン選手、辰吉丈一郎。
- チャームポイントは胸元のホクロとふっとした時に出る京都弁である。
- ニックネームの「なっぴー」は、名前の「奈々」と、周りのみんなを 「HAPPY」にする明るい性格から作られた言葉。
- 女優として英語学習は必要と感じて、英語のレッスンに通う勉強家である。
- 好きな食べ物は「火鍋（Hot Pot）」。
- 今一番の趣味は「ボートレース」。

## 作品

### 映像作品
- cinema mode（2013年5月、intec）
- もぎたて果実（2013年8月、スパイスビジュアル）
- フジ艶の恋（2013年12月、竹書房）
- ナナのヒミツ（2014年2月、スパイスビジュアル）
- おませさん（2014年11月、エアーコントロール）

## 出演

### テレビ
- CHUBO （2013年3月、日本テレビ） - 教師 役
- 『ぷっ』すま 『物件拝見トレジャーバトル』（2013年4月、テレビ朝日）
- 世にも奇妙な物語 (2013年5月、フジテレビ) - コスプレ店員 役
- musicる TV（2013年5月、テレビ朝日） - CLEAR'S
- ギョクセキっ!（2013年6月、関西テレビ）
- アイドルの穴〜日テレジェニックを探せ!〜（2013年8月、日本テレビ）
- 真夜中のおバカ騒ぎ!（2013年11月、チバテレ/TOKYO MX）
- 村上マヨネーズのツッコませて頂きます!（2013年11月 - 12月、関西テレビ）
- グランハイツ☆ピーポー（2016年2月、CS専門チャンネル Pigoo）
- 東京オーディション(仮）（2016年7月4日、TOKYO MX）
- ゆるい（2016年7月8日、TOKYO MX）
- ぷるるん!トラベラー（2016年9月30日、サンテレビ）

### 舞台
- チェンジング★ホテル（2013年5月、アリスインプロジェクト/池袋・シアターKASSAI） - 富根健二 役
- 時空警察ヴェッカー1983（2013年8月、アリスインプロジェクト/笹塚ファクトリー） - 中村一穂 役
- 約束（2013年10月、レッドカンパニー/下北沢・Geki地下Liberty） - 主演・本庄絵梨華 役
- へなちょこヴィーナス（2014年3月、ストレイドッグ/池袋GEKIBA） - アヤ 役
- 問題のない私たち（2014年8月、ストレイドッグ/池袋あうるすぽっと、梅田HEPP Hall） - 真莉愛 役
- 純平、考え直せ（2014年11月、ストレイドッグ/紀伊国屋ホール） - バニー 役
- 悲しき天使（2014年3月、ストレイドッグ/東京芸術劇場シアターウエスト、近鉄アート館） - 小百合 役
- ぼくんち（2016年1月、ストレイドッグ/ABCホール)
- 女の子ものがたり（2016年1月・2月、ストレイドッグ/ABCホール、東京芸術劇場シアターウエスト)
- 光射す場所へ歩く君たちへ（2016年6月、AUBE GIRL'S STAGAUBE GIRL'S STAGE /中野テアトルBONBON） - 愛莉 役

### 映画
- 「... and LOVE」。主演の杉原杏璃さんの後輩アイドル役で出演（2017年3月より公開）
- 「残念なアイドルはゾンビメイクがよく似合う」森川圭監督 山口えりか役 天然でお嬢様。アイドルが大好きで目指し続けるが、グラビアの仕事の方が多く様々な困難を抱える役で出演。本人に照らし合わせられ、当て書きである説もある (2019.8.公開)

### ネット配信
- ニコニコエヴァ神社 IN 東京スカイツリータウン（2012年12月）
- ニコニコ神社2013 〜蛇の道は蛇〜（2013年1月）
- ニコニコ生放送「GPS将棋100万円チャレンジ」（2013年2月） - ナビゲーター。
- 携帯ヤングジャンプぷるるんサバイバル（2013年9月）

### CM
- 京都茶協同組合 宇治茶カレンダーモデル
- 太陽猪名川自動車学校 イメージガール

## その他
- 大井競馬場 2013年度[ダイヤモンドガール
- 日テレジェニック敢闘賞
- ヴィッセル神戸オープニングセレモニーダンサー
- PENTY'Sファッションショーモデル
- ミス東スポ2016グランプリ